# 千々石ミゲル
千々石 ミゲル（ちぢわ ミゲル、Miguel、永禄12年〈1569年〉? - 寛永9年12月14日〈1633年1月23日〉?）は、安土桃山時代から江戸時代初期の武士、キリシタン。
「ミゲル」は洗礼名で、本名は千々石 紀員（ちぢわ のりかず）、棄教後は、千々石 清左衛門（ちぢわ せいざえもん）。肥前国釜蓋城主千々石直員の子。大村純忠の甥、大村喜前及び有馬晴信の従兄弟。イエズス会による天正遣欧使節に派遣された4人の少年使節の1人で、4人の中で唯一棄教したと伝えられている。

## 経歴
以下、本文記事では場合に応じて本人を洗礼名である「ミゲル」と略記する。

### 遣欧と棄教
肥前有馬氏当主有馬晴純の三男であり、肥前国釜蓋城城主であった千々石直員の子として生まれる。
父は肥前有馬氏の分家を開き、千々石氏の名を用いていた。肥前有馬氏と龍造寺氏の合戦で父が死に、1577年に釜蓋城が落城すると乳母に抱かれ、戦火を免れたと伝えられている。その後は有馬晴純の次男として大村氏を継承していた伯父の大村純忠の元に身を寄せていたが、1580年にポルトガル船司令官ドン・ミゲル・ダ・ガマを代父として洗礼を受け、千々石ミゲルの洗礼名を名乗る。これを契機にして同年、有馬のセミナリヨ（イエズス会の神学校）で神学教育を受け始める。
1582年、巡察師として日本を訪れたイエズス会司祭のアレッサンドロ・ヴァリニャーノは、既にキリシタン大名であった有馬氏および大村氏に接近し、日本での布教活動を知らしめるためにカトリック教会の本山であるローマに使節を送りたいと提案した。ヴァリニャーノは原マルティノ、伊東マンショ、中浦ジュリアン、そして大村純忠の甥でもある千々石ミゲルをセミナリヨから選び、正使として共にヨーロッパへと渡った。東洋からの信徒として教皇グレゴリウス13世と謁見し、フェリペ2世ら世俗当主からの歓迎を受けながら見聞を広めた。
1590年、日本に戻ってきた彼らは翌1591年、聚楽第で豊臣秀吉に拝謁、秀吉は彼らに仕官を勧めたが、一様に神学の道を志してそれを断った。司祭叙階を受けるべく天草にあった修練院に入り、コレジオに進んで勉学を続け、1593年7月25日、他の3人とともにイエズス会に入会した。だがミゲルは次第に神学への熱意を失ってか勉学が振るわなくなり、また元より病弱であったために司祭教育の前提であったマカオ留学への出発も延期を続けるなど、次第に教会と距離を取り始めていた。欧州見聞の際にキリスト教徒による奴隷制度を目の当たりにして不快感を表明するなど、欧州滞在時点でキリスト教への疑問を感じていた様子も見られている。

### 棄教後
1601年、キリスト教の棄教を宣言し、イエズス会から除名処分を受ける。棄教と同時に洗礼名を捨てて千々石清左衛門と名を改め、伯父の後を継いだ従兄弟の大村喜前が大村藩を立藩すると藩士として召し出される。大村藩からは伊木力（現在の諫早市多良見地区の一部）に600石の領地を与えられる。
ミゲルは棄教を検討していた大村喜前の前で公然と「日本におけるキリスト教布教は異国の侵入を目的としたものである」と述べ、主君の棄教を後押ししている。また藩士としても大村領内での布教を求めたドミニコ会の提案を却下し、さらに領民に「修道士はイベリア半島では尊敬されていない」と伝道を信じないように諭したという。イエズス会の日本管区区長に推挙された原マルティノやマカオへ派遣された伊東マンショと中浦ジュリアンらが教会への忠誠を続ける中、共に欧州でキリスト教の本山を見聞きして来たミゲルが反キリストに転じたことは宣教師達の威信を失わせた。
ところが、喜前が治める大村藩内はバテレン追放令後も布教が盛んであったため、この方針はキリシタン派の反発を招き「大敵は喜前、その根源は清左衛門（ミゲル）」とされた。喜前はミゲルを藩政から遠ざけさせただけでなく、この騒動の鎮静化を図るために見せしめ的に処罰した。さらに島原の日野江藩に身を寄せるも、本家筋として肥前有馬氏を継いでいたもう一人の従兄弟で、やはりキリシタン大名であった有馬晴信の遺臣に瀕死の重傷を負わされる暗殺未遂が起きるなど、親キリシタン派からも裏切り者として命を狙われ、長崎へ移り住むに至る。晩年については現在も謎に包まれているが、2003年に自らの領地であった伊木力で子息の千々石玄蕃による墓所と思われる石碑が発見されている（詳細後述）。
伊木力の伝承では、大村喜前に対する恨みを弔うため、伊木力から大村藩の方を睨むようにして葬られたという。

## 墓所発掘調査
2017年9月1日、石碑周辺が発掘されてミゲルのものと思われる木棺が発見され、欧州製のロザリオとみられる遺物などが見つかったことから棄教説が覆る可能性があると報道された。
下記関連報道によれば、ロザリオの小玉が歯の近くから見つかったことから被葬者はロザリオを首に掛けて埋葬された可能性がある。ミゲルはローマ法王に謁見した際にロザリオを贈られていた。59個の球はロザリオの数と一致する。欧州産と見られるアルカリガラスの板の破片は聖遺物入れの蓋だった可能性がある。
これらの出土品はミゲルが最期まで信仰を保っていたことを示しているとされた。元長崎歴史文化博物館研究グループのリーダー大石一久は、イエズス会は脱会したものの信仰そのものを捨てたわけではないという見解を語っていた。千々石ミゲル墓所発掘調査実行委員会は、屈葬で墓石に戒名を刻みキリシタンの副葬品を納めるという状況から潜伏キリシタン的埋葬状況だったとみていた。
その後の調査で木棺内の埋葬者はミゲルではない可能性が高まった。出土した歯や骨片は成人女性のものと推測され、ミゲルの妻ではないかと見られている。また、ロザリオとされた遺物についても、「ロザリオにしては小さい」という見解が示された。レーダーの調査で木棺の傍に別の空洞があることが分かり、ミゲルはこちらに埋葬されたと推測された。
最終となる第4次発掘調査が2021年8月から実施され、前回の発掘地の隣に新たな墓坑が見つかり、そこからほぼ全身の人骨が発見された。
2022年4月、千々石ミゲル墓所調査プロジェクトは、この埋葬施設跡が千々石ミゲル夫妻の墓と確定したと発表した。天正遣欧少年使節参加者のうち、墓が発見されたのは初となる。プロジェクトの調査指導委員会は、妻の墓所にあった副葬品からミゲルが晩年までキリスト教信仰を保っていた可能性があるとしている。
2024年3月、調査チームは最終報告書を諫早市長に提出して調査を完了した。
2024年12月、諫早市はこの墓所を千々石ミゲル夫妻が埋葬されている「千々石清左衛門の墓」（長崎県諫早市多良見町山川内）として市文化財（史跡）に指定した。

## 千々石ミゲル墓所調査プロジェクト
千々石ミゲル墓所調査プロジェクトはこれまでの経過など墓所調査内容の詳細を公開している。

### 関連報道
- “ローマ法王来日　キリスト教棄教していなかった？　千々石ミゲルの新説に注目”. 産経新聞. (2019年11月21日)
- “「ミゲル墓」で祈り具出土、長崎／キリスト教棄教説覆す？”. 四国新聞. (2017年9月8日) 2020年7月12日閲覧。
- “天正遣欧少年使節の「千々石ミゲルの墓」で祈り具出土”. 産経新聞 (長崎・諫早市). (2017年9月8日) 2020年7月12日閲覧。
- “千々石ミゲル信仰の品か、ロザリオ部品の可能性…諫早「墓」調査で出土”. 読売新聞. (2017年9月9日)[リンク切れ]
- “千々石ミゲルの墓　発掘調査　棺跡から玉と歯出土”. 毎日新聞 (長崎). (2017年9月5日) 2020年7月12日閲覧。
- “天正遣欧少年使節　ミゲルの墓？からガラス玉”. 毎日新聞 (長崎・諫早). (2017年9月9日) 2020年7月12日閲覧。
- “ミゲル墓でロザリオの玉？”. 長崎新聞社. (2017年9月5日).  オリジナルの2017年9月9日時点におけるアーカイブ。
- “定説を覆す？千々石ミゲル、棄教していなかった？　発掘の3ミリ玉、聖具の一部か　長崎の石碑調査　研究者ら指摘”. 西日本新聞朝刊. (2017年9月7日).  オリジナルの2017年9月7日時点におけるアーカイブ。
- “ほぼ全身の骨格出土　千々石ミゲルとみて鑑定へ　諫早・4次発掘調査”. 長崎新聞社. (2021年9月17日)
- “千々石ミゲルの墓所推定地　調査団体が報告書刊行　調査開始から10年　長崎・諫早”. 長崎新聞社. (2024年4月5日)
- 「千々石ミゲル夫妻を埋葬　諫早「千々石清左衛門の墓」、市文化財に指定　発見から20年」『長崎新聞』長崎新聞社、2024年12月16日。2024年12月16日閲覧。

## 関連作品
- 松永伍一『天正の虹』ファラオ企画、1991年 ISBN 4894091062
- 三浦哲郎『少年讃歌』 文藝春秋、1982年、のち文春文庫、第15回日本文学大賞
- NHKその時歴史が動いた 第173回日本の運命を背負った少年たち〜天正遣欧使節・ローマ教皇謁見の時〜 - 閉鎖。（2004年5月28日時点のアーカイブ）
- 村木嵐『マルガリータ』 文藝春秋、2010年、第17回松本清張賞

## 関連文献
- 東京大学史料編纂所『天正遣歐使節關係史料Ⅰ』（覆刻）東京大学出版会〈大日本史料 第11編別巻〉、1974年。ISBN 4130905414。 NCID BN02709105。
  - （原書）東京大学史料編纂所『大日本史料』第11編之1-13,別巻之1-2、東京大学、1961（昭和36年）。「国立国会図書館.ログインなしで閲覧可能」